# Jornada nas estrelas (voleibol)
No voleibol, jornada nas estrelas é um tipo específico de saque por baixo, em que a bola é acertada de forma a atingir grandes alturas (em torno de 25 metros).
A jogada, criada pelo jogador brasileiro Bernard nos anos 80, foi inspirada no voleibol de praia, e por isso desenvolvida nas areias das praias de Ipanema e Copacabana. Foi batizada com esse nome em homenagem à série Star Trek ("Jornada nas Estrelas", no Brasil). Segundo Bernard, a jogada “começou como uma brincadeira de praia, quando percebi que o sol poderia representar um fator dificultador na recepção de bolas muito altas”.
A jogada foi apresentada ao mundo no Mundialito de 1982. Ele resolveu aplicar esse saque no torneio porque os refletores do Ginásio do Maracanãzinho, onde o torneio estava sendo realizado, atuariam como os raios solares, interferindo na visão do atleta no ato de realizar o passe.
Esse saque foi utilizado também por Tande, jogador da seleção brasileira, campeão olímpico em Barcelona 1992 e campeão da Liga Mundial em 1993, e por Jacqueline Silva, campeã olímpica de vôlei de praia em Atlanta 1996. Atualmente é considerada uma jogada ultrapassada, e já não é mais empregada em competições internacionais no vôlei de quadra mas ainda é utilizada na praia.

## Técnica
A técnica de saque consiste em sacar a bola para o alto, com a parte externa da mão, elevando a bola a mais de 25 metros. O aumento no raio da parábola descrito pela trajetória faz com que a bola desça quase em linha reta, e em velocidades da ordem de 70 km/h.
Esse saque foi eficaz por causa de 3 fatores: os refletores do ginásio dificultavam os passadores em visualizar a bola, a velocidade de queda da bola era muito grande e os jogadores não tinham conhecimento de como recepcionar esse saque.
Em 2015, o jogador italiano de vôlei de praia Adrian Carambula inventou uma variação deste saque. Sua técnica consiste em, ao sacar, jogar a bola no ar girando levemente e, quando bater na bola, aplicar um efeito. Assim, diferentemente do saque Jornada tradicional, em que a bola toma a descendente em linha reta e em alta velocidade, com esta nova técnica, a bola acaba caindo variando seu movimento.

### Execução passo a passo
1 - O saque é efetuado inicialmente com o jogador afastado da linha do fundo.

2 - Os pés ficam paralelos à mesma.

3 - O jogador alça a bola para o alto (cerca de 1 metro) com as duas mãos.

4 - Quando a bola está caindo, desfere-se um forte golpe com uma das mãos, semi-fechada em forma de "cutelo".

## Controvérsia
Após o saque ser apresentado ao mundo no Mundialito de 1982, um professor universitário foi a emissoras de tevê dizer que o jornada nas estrelas não era invenção de Bernard, uma vez que atletas de clubes mineiros já faziam a jogada desde os anos 1950. Em entrevista dada à TV Globo, em 1983, Bernard disse: “Quando a criança é pobre, ninguém quer ser o pai. Se descobre que o menino é milionário, aparecem mil pais. Está acontecendo a mesma coisa com o saque”.
Porém, como não se tem imagens ou fotos dessa atividade sendo realizada antes de Bernard, não se tem provas, sendo por este motivo considerado o autor do saque o atleta Bernard.
Já o sítio justvolleyball.com.br informa que o saque jornada é oriundo do vôlei de praia e foi criado, segundo alguns historiadores, por Naga, um dos maiores jogadores de dupla de todos os tempos. O site complementa dizendo que "o grande mérito do Bernard foi o de ter a ousadia e a coragem de executá-lo em jogos oficiais e em momentos decisivos."